# La Gran Muñeca
La Gran Muñeca es una murga uruguaya participó por primera vez en el Carnaval en 1921, su director responsable es Eduardo Mega, los textos están a cargo de Maximiliano Pérez y Pablo Aguirrezabal.

## Historia
Fundada el 10 de febrero de 1921. Forma parte de la murga el compositor y cantante uruguayo Pitufo Lombardo. 
Obtuvo cuatro veces los Primeros Premios del Carnaval de Uruguay en: 1931, 1992, 1996 y 2016. 
El 16 de julio de 2016, La Gran Muñeca presentó su álbum "Una Vuelta con la Murga" en el Museo del Carnaval. El mismo año realizó presentaciones en Buenos Aires.

## Discografía
- 2009, Atrapados
- 2016, Una Vuelta con la Murga
- 2022, Leyendas del carnaval.